# Hygroélectricité
Ne doit pas être confondu avec Hydroélectricité.
L'hygroélectricité est un type d'électricité statique qui se forme sur les gouttelettes d'eau et peut être transférée depuis les gouttelettes vers des petites particules de poussière. Le phénomène est fréquent dans l'atmosphère terrestre mais il a également été observé dans la vapeur qui s'échappe des chaudières (voir effet Armstrong). L'hygroélectricité était à la base d'une proposition faite par Nikola Tesla, pour exploiter l'électricité de l'air, une idée qui a été dernièrement relancée. La charge hygroélectrique est la source probable de la charge électrique qui, sous certaines conditions, telles qu'elles existent au cours des orages, des éruptions volcaniques et de certaines tempêtes de sable, peuvent donner naissance à la foudre,.
En 2023, une équipe du projet Catcher, basé à Lisbonne, a pu générer un courant de 10 mA sous 1,5 V à l'aide d'un appareil de 4 cm de diamètre.